# 아머 게임즈
아머 게임즈(Armor Games)는 비디오 게임 퍼즐리셔이자 자유로운 웹 게이밍 포털이다. 그 웹사이트는 만을 넘는 HTML5 (그리고 이전의 플래시) 브라우저 게임들을 조회한다. 캘리포니아의 어바인에서 기반이 되어 그 사이트는 다니엘 맥닐리가 2004년에 구축하였다. 아머 게임즈는 주로 전문 선별된 HTML5/자바스크립트 게임들과 MMO게임들, 때때로 후원하는 그들의 작품을 조회해준다. 각 게임은 업로드 되고 그것들 원 개발자로 인해 유지되며 몇 가지는 열어볼만한 플레이어 아카이브먼트도 포함한다. 이용자들은 그 사이트 내에서 채팅할 수 있고 온라인 프로필을 생성할 수 있다. 그 사이트는 2020년 12월에 들리는 어도비 플래시의 재생말기, 잔류하고 있는 많은 플래시 게임이 접근 까다로운데 비해 그것의 플래시 내용이 흐트러진 에뮬레이터가 되고 있을 것이라고 알렸다. 2019년 3월 3일, 아머 게임즈는 그들이 약관을 위반한 데이터를 가졌다는 것과 그 데이터베이스는 드림마켓에 설득해왔다는 것을 드러내보였다.
아머 게임즈는 대한민국 국내에서 유명한 엽기 플래시 게임인 '노숙자의 난'의 출처가 되는 사이트로 유명하다.

## 요주의 후원받은 게임들
- Aether
- Coil
- Crush the Castle
- Detective Grimoire: Secret of the Swamp[4]
- Don't Escape: 4 Days to Survive
- Fancy Pants Adventures
- GemCraft
- Kingdom Rush
- Shift
- Warfare 1917
- Waterworks!